# Les Enfants du ciel (court métrage)
 (mai 2015).
Si vous disposez d'ouvrages ou d'articles de référence ou si vous connaissez des sites web de qualité traitant du thème abordé ici, merci de compléter l'article en donnant les références utiles à sa vérifiabilité et en les liant à la section « Notes et références ».
Pour les articles homonymes, voir Les Enfants du ciel.
Pour plus de détails, voir Fiche technique et Distribution.
Les Enfants du ciel est un dessin animé réalisé par les Films René Risacher.
La réalisation du dessin animé est confiée à V. de Quiche, illustratrice d'origine hongroise. Le dessin animé est présenté en mars 1946.

## Synopsis
Dans le ciel, Ludo, un petit garçon, décide d'embêter le Soleil. Pour cela, il s'introduit chez lui à 3 heures du matin et dérègle le réveil du Soleil, qui dort tranquillement dans son lit. Une fois la chose faite, Ludo se cache sous le lit. Le soleil, endormi, est troublé par son réveil, qui sonne relativement tôt. Il l'éteint et se rendort. Ludo recommence. Cette fois-ci, le Soleil décide de sévir. Il saisit le petit garçon, caché sous le lit, mais celui-ci réussit à lui échapper.
Un peu plus tard dans la journée, le soleil s'endort dans un hamac. Ludo capture une abeille et la dépose sur le Soleil. Celui-ci se réveille et agite ses mains pour la faire partir. Malheureusement, l'abeille lui pique les fesses. Furieux, le Soleil se met à briller. Ses rayons de soleil deviennent de plus en plus intenses. Non loin de là, une petite fille fait pousser des fleurs sur un nuage. Les rayons du soleil menacent ces fleurs, qui sont très affectées. La petite fille appelle Cri-Cri à la rescousse. Celle-ci arrive, calme le Soleil et gronde l'abeille. Elle invoque la pluie. Ludo, qui s'était réfugié un peu plus haut sur un nuage, observe la scène. Son nuage se met à pleuvoir. Il se désintègre en pluie et fait tomber le petit garçon sur le Soleil. Celui-ci le saisit et lui donne une fessée.

## Fiche technique
Sauf mention contraire, cette fiche est établie à partir du générique du dessin animé.
- Titre : Les Enfants du ciel
- Réalisation : Quiche
- Décors : Jean-Denis Malclès
- Musique : Maurice Thiriet
- Opérateur : Tchikine
- Édition musicale : Max Eschig
- Film en couleur : procédé Afgacolor (Laboratoire Eclair)
- Enregistrement sonore Radio-Cinéma : système Cottet
- Production : Les Films René Risacher
- Genre : dessin animé pour enfants
- Date de sortie en salle : 13 mars 1946.

## Une réalisation difficile
La réalisation des Enfants du ciel débute en mars 1941. Officiellement, les dessins devaient être élaborés par De Quiche. Mais, rapidement dépassée, la réalisatrice fait appel au soutien d’Antoine Payen.
En avril 1943, les prises de vues des Enfants du ciel doivent débuter, mais un imprévu vient perturber le tournage. Le dessin animé doit être tourné en Afgacolor. Or, la société Agfacolor, société allemande, est la seule en Europe à produire des pellicules pour la photographie en couleur. En janvier 1943, la société fait part de difficultés soulevées par les autorités allemandes pour l’exportation de ses pellicules en couleur. Les usines suffisent à peine à l’exécution des commandes de pellicule en noir et blanc. Elles sont dans l’impossibilité de développer la production des pellicules en couleur, arrivant à peine à fournir les animateurs allemands. C’est pourquoi, le gouvernement allemand décide d’interdire toute exportation de la production aux utilisateurs déjà nombreux. Cette interdiction vise à favoriser les animateurs allemands. Elle est un  véritable désastre pour le dessin animé français, dont la production de films se retrouve paralysée. Le 20 avril 1943, René Risacher informe l’Association Générale des sinistrés de guerre de l’interruption du tournage.